# Липова (район Бардеёв)
Липова (словац. Lipová) — село и одноимённая община в районе Бардеёв Прешовского края Словакии.

## История
Впервые упоминается в 1567 году.
В селе есть греко-католическая церковь с 1872 года.

## Население
| Год:                | 1994 | 2004    | 2014     | 2024    |
| ------------------- | ---- | ------- | -------- | ------- |
| Количество человек: | 104  | 94      | 81       | 83      |
| Разница:            |      | −9,61 % | −13,82 % | +2,46 % |

В селе проживает 73 человек.
Национальный состав населения (по данным последней переписи населения 2001 года):
- словаки — 90,43%
- русины — 7,45%
- чехи — 1,06%

Состав населения по принадлежности к религии состоянию на 2001 год:
- греко-католики — 87,23%,
- православные — 6,38%,
- римо-католики — 3,19%,
- не считают себя верующими или не принадлежат к одной вышеупомянутой церкви — 3,19%